# رامي لاباش
رامي لاباش (ولد في 30 سبتمبر 1971 في وجدة) هو مغني راي مغربي بدأ مشواره الفني سنة 1976 وذاع صيته بأغنية "يا حسراه على الزمان الغدار" التي حقق بها شهرة وطنية واسعة.
شارك لاباش في عدة مهرجانات وطنية ودولية أبرزها مهرجان الراي الدولي بمسقط رأسه وجدة عام 2012 من خلال تقديم ألبومه الجديد "LIQUIDIK"، رفقة نخبة من نجوم موسيقى الراي الجزائريين أمثال الشاب خالد، الشابة الزهوانية، الشاب مامي، الشاب بلال
طبعت جل أعماله تعاونه مع الراحل محمد بوشناق.

## أعماله
- 1989 : Moul l'BM
- 2004 : Habibti
- 2006 : li galouh fiya adiani
- 2012 : liquidik